# Sulfadiazină
Sulfadiazina este un antibiotic din clasa sulfamidelor. Utilizată împreună cu pirimetamina, este tratamentul de primă intenție pentru toxoplasmoză. Este utilizată ca tratament de a doua intenție pentru otită și ca profilactic în reumatism articular acut. Se mai utilizează în șancru moale, clamidioză și în infecții cu Haemophilus influenzae. Calea de administrare este orală.